# 中央研究院天文及天文物理研究所

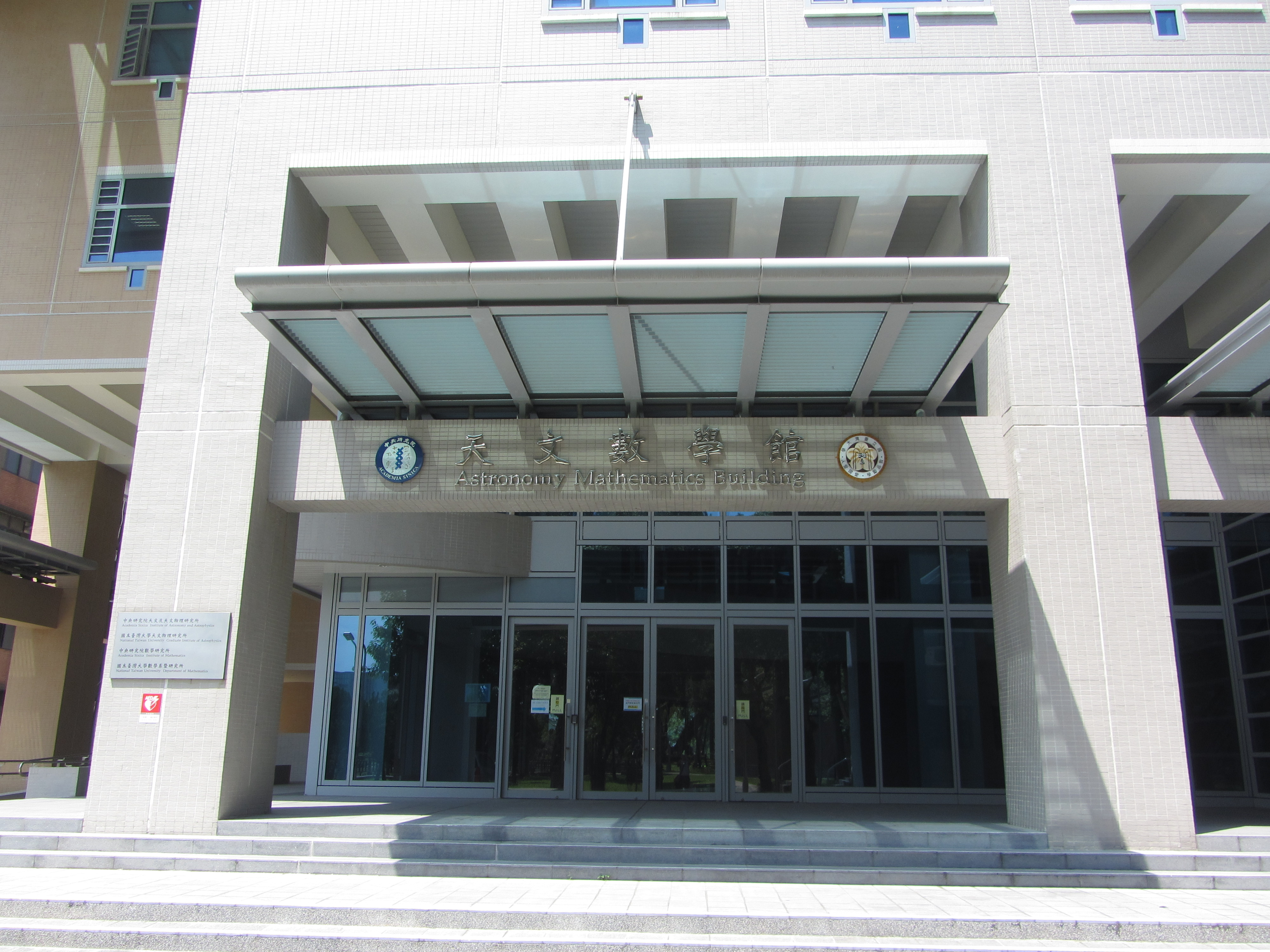
中央研究院天文及天文物理研究所

中央研究院天文及天文物理研究所(Institute of Astronomy and Astrophysics, Academia Sinica，ASIAA)は、天文学と天文物理学を研究する台湾の研究所。中央研究院を構成する研究所の一つであり、中央研究院が南京に在った時代の天文研究所をその前身とする。現在は国立台湾大学内の天文学・数学ビルに所在する。

## 歴史
1928年の中央研究院設立にあたり、高魯を初代所長とする天文研究所として南京に発足した。中央研究院が台湾に移された際に、天文研究所は一緒に台湾に移動しなかった。 1992年、中央研究院院士の林家翹によって天文及天文物理研究所として再設立する建議がなされ、中央研究院評議会を通過した。1993年には天文及天文物理研究所の準備室が設置され、2010年6月1日に正式の研究所となった。
中央研究院天文及天文物理研究所は台北市の国立台湾大学キャンパス内にある天文学・数学ビルに所在し、ハワイに電波天文学の設備とオフィスを置いている。2004年には国立清華大学に高等理論天文物理研究センターを開設した。

## 現況
中央研究院天文及天文物理研究所は、太陽系、恒星形成、銀河および銀河団、宇宙論などを研究しており、アメリカ合衆国との協力のもとに宇宙マイクロ波背景輻射アレイ（AMiBA、または「李遠哲アレイ」）、台美掩星計画（TAOS）、サブミリ波干渉計計画（SMA）を進めている。
2005年には日本の国立天文台、韓国天文宇宙科学研究院、中国科学院国家天文台とともに、東アジアにおける国立天文機関の協議体である東アジア中核天文台連合（EACOA）を設立した。同年よりチリのアタカマ砂漠に電波望遠鏡群を建設するアルマ計画にも参加している。